# 34282 Applegate
2000 QX142 (asteroide 34282) é um asteroide da cintura principal. Possui uma excentricidade de 0.05307830 e uma inclinação de 4.59353º.
Este asteroide foi descoberto no dia 31 de agosto de 2000 por LINEAR em Socorro.